# 月月竹
月月竹（学名：Sinobambusa sichuanensis）为禾本科唐竹属下的一个种。其种加词“sichuanensis”意为“四川的”。